# 中国人民解放军陆军航空兵学院

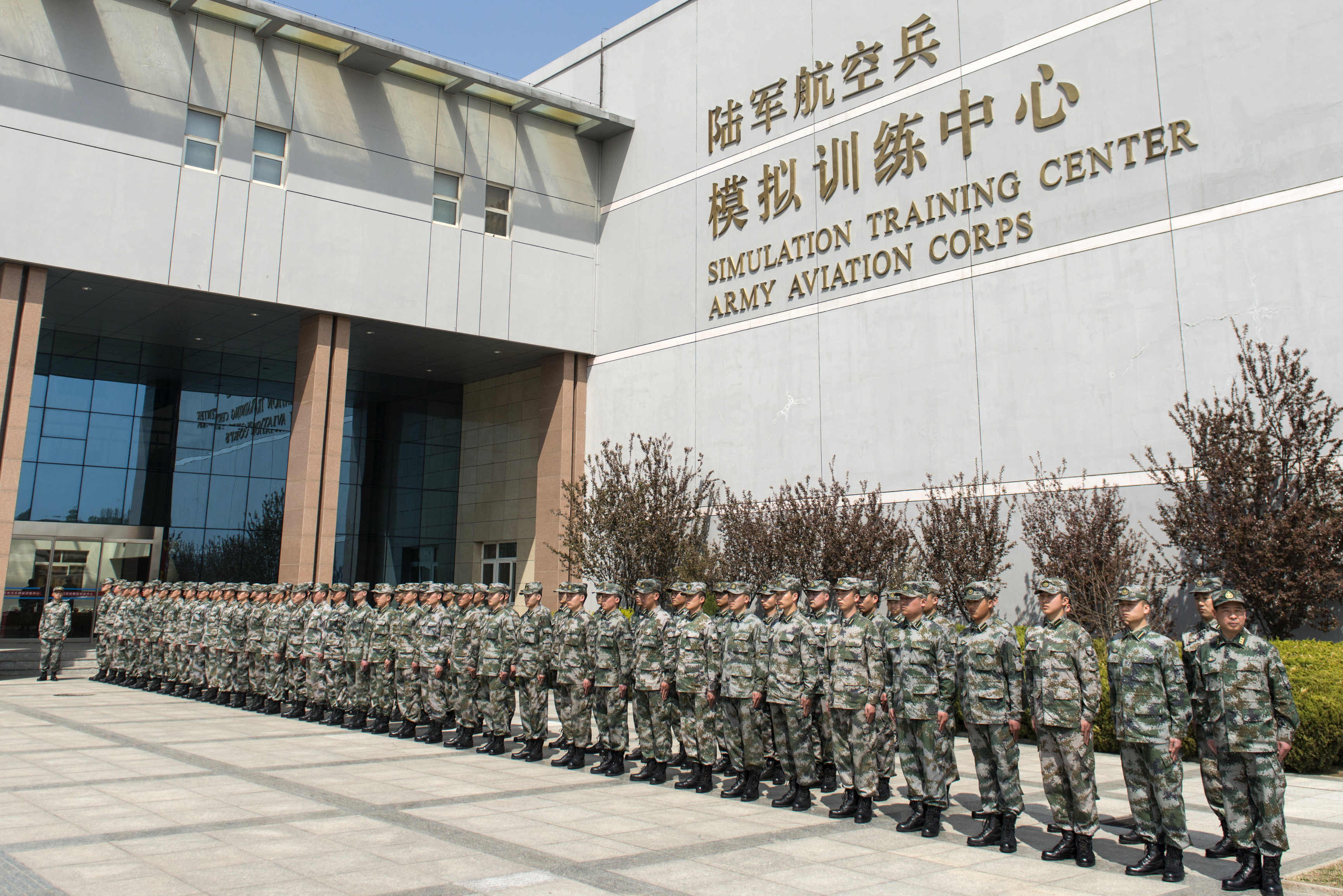
陆军航空兵学院模拟训练中心

中国人民解放军陆军航空兵学院（简称陆军航空兵学院），位于北京市通州区台湖镇，隶属中国人民解放军陆军。是军官与士兵同校训练的多学科、多层次的综合院校，为中国人民解放军陆军航空兵部队和空军、武警及驻港部队培养各类直升机应用人才。

## 沿革
- 1999年，批准建立[3]。副军级[4]。隶属中国人民解放军总参谋部[5]。
- 2001年3月，中央军委正式批准陆军航空兵学院院部部署在北京市通州区台湖镇。2002年6月28日，学院新院部营建工程奠基仪式举行[6]。院部占地面积346668.4平方米（520亩），规划建筑面积135630平方米，分为八个功能区：行政办公区、教学实验区、训练区、体育运动区、干部生活区、学员生活区、后勤保障区、对外开放区。2005年7月，全院教职员工正式迁入新院部[7]。
- 2003年11月第十五次全军院校会议后，该院被确定为中级任职教育院校。2011年7月第十六次全军院校会议后，该院再度扩编[7]。
- 2016年，在深化国防和军队改革中，由中国人民解放军总参谋部转隶中国人民解放军陆军[8][9]。

## 历任领导
| 院长 1. 郝政利 少将（1999年—2009年） 2. 陶炳兰 少将（2009年—2014年） 3. 李德修 少将（2014年—2018年） 4. 黄克超 少将（2018年—） | 政治委员 1. 王晓青 少将（？—2011年） 2. 胡登强 少将（2011年—2015年） 3. 张德辉 少将（2015年—） |

## 专业设置
学院驻地分布在“一市、两省、四地”。以教学训练为中心。教学训练基本包含飞行教学（空勤）与地面教学（地勤）两类培训，融合指挥、飞行、机务三大专业 。
2006年起，该院招收地方应届高中毕业生，学制四年，全部实行“2+2”培训模式，即：被该院录取的新学员直接到中国人民解放军国防科学技术大学（湖南长沙）报到，第一、二年级在国防科学技术大学学习基础课程，第三、四年级转入陆军航空兵学院学习专业课程，各科考试成绩合格，发给陆军航空兵学院本科毕业证书及工学学士学位证书，并由陆军航空兵学院负责分配到全军陆军航空兵部队。
2015年时，陆军航空兵学院设有基础部、飞行理论系、指挥系、直升机机械工程系、直升机机载设备系，共设19个专业，其中包括：
- 航空兵中级指挥[7]
- 航空飞行与指挥[7]
- 飞行器系统与工程[7]
- 电气工程及其自动化[7]
- 导航工程[7]
- 兵器工程[7]

## 院歌
2006年初春，陆军航空兵学院政委王晓青写下一首歌词。总政歌舞团作曲家李玉宁为其谱曲。2009年6月30日，陆军航空兵学院在建校10周年之际将此歌定为《陆军航空兵学院院歌》。歌词如下：

带着美好的心愿，我们来到陆航学院。清晨我们与朝阳同行，夜晚我们与星辰相伴。地面勤学，空中苦练，提高能力，打造强健，登高远望，不畏风险，继往开来，永远向前。让我们从这里飞起来，不辜负母亲的期盼！

怀着报国的心愿，我们相聚在陆航学院。今生我们以军人为荣，今世我们和奉献相连。履行使命，英勇善战，服务人民，勇挑重担，听党指挥，忠心赤胆，坚定理想，坚定信念。让我们从这里飞起来，不辜负母亲期盼！让我们从这里飞起来，不辜负母亲期盼，期盼。